# مانوئل گونزالس (بازیکن فوتبال، زاده ۱۹۵۳)
مانوئل گونزالس (انگلیسی: Manuel González؛ زادهٔ ۲۳ مهٔ ۱۹۵۳) بازیکن فوتبال اهل اسپانیا است.
از باشگاه‌هایی که در آن بازی کرده‌است می‌توان به باشگاه فوتبال اسپورتینگ خیخون اشاره کرد.